# Patagioenas inornata
Patagioenas inornata là một loài chim trong họ Columbidae.